# Distrito de Cabanaconde
El distrito de Cabanaconde es uno de los veinte distritos que conforman la provincia de Caylloma en el departamento de Arequipa, bajo la administración del Gobierno regional de Arequipa, en el sur del Perú. Su capital se llama también Cabanaconde. Desde el punto de vista jerárquico de la Iglesia católica, el distrito forma parte de la Arquidiócesis de Arequipa.

## Historia
Los primeros pobladores preincas del distrito actual de Cabanaconde eran los Cabanas. Establecidos en la parte baja del Valle del Colca, eran de habla quechua y conocidos por su agricultura maicera. Sus leyendas indican que proceden del nevado Hualca Hualca, asociado a una divinidad apu. La denominación de Cabana proviene de la palabra quechua qhawana que quiere decir mirador en referencia a un grupo étnico del Intermedio Tardío y Horizonte Tardío que residían en la cima de los cerros de Umawasi, Antisana, Achachiwa y Kallimarka (sitios de investigaciones arqueológicas).
Luego de la independencia del Perú, el distrito de Cabanaconde fue creado por ley transitoria del 2 de enero de 1857 por Ramón Castilla, presidente del gobierno provisorio de la República.
Durante el período de 1895 a 1935, el distrito de Cabanaconde participó al más importante rubro de exportación de las lanas del departamento de Arequipa. Así, por ejemplo, las lanas que salieron por el puerto regional de Mollendo (Matarani) durante el año 1927 representaron casi el noventa por ciento de las exportaciones peruanas de esta fibra. Esta tendencia, la salida mayoritaria de exportaciones de lanas, estaba compuesta por lanas de camélidos, alpacas y llamas, que pertenecían sobre todo a los indígenas, y de ovinos mayoritariamente del hacendado.

## Geografía
El distrito de Cabanaconde se ubica en la sierra de la región central andina, en la zona alta  de  la  región  de  Arequipa, específicamente  en  el  extremo  suroccidental  de  la provincia de Caylloma. Su geografía se caracteriza por la cercanía del cañón del Colca y los nevados Hualca Hualca y Mismi. La capital también llamada Cabanaconde se sitúa a un altitud media de 3 296 m s. n. m.. Se accede desde Chivay por carretera afirmada en un trayecto que dura dos horas aproximadamente y seis desde Arequipa. Existe una otra ruta de acceso desde el Valle de Majes tomando el desvío hacia Huambo.

## Clima
Los veranos son cortos, cómodos, áridos y mayormente nublados y los inviernos son cortos, fríos, secos y nublados. Durante el transcurso del año, la temperatura generalmente varía de 3 °C a 20 °C y rara vez baja a menos de 2 °C o sube a más de 22 °C. Con base en la puntuación de turismo, la mejor época del año para visitar el distrito de Cabanaconde para actividades de tiempo caluroso es desde finales de abril hasta principios de diciembre.

## Autoridades
- 2023-2026
  - Alcalde: Jorge Alfredo Guerra Bernedo, del Movimiento Regional Yo Arequipa.
- 2019-2022
  - Alcalde: Geoffrey Christian Cayani Benavides, del Movimiento Regional Revalora.[11]
- 2015-2018
  - Alcalde: Julián Guillermo Cayani Valcárcel del Movimiento Arequipa Renace.[12]
- 2011-2014
  - Alcalde: Jorge Alfredo Guerra Bernedo, del Movimiento Decide.[13]
- 2007-2010
  - Alcalde: Julián Guillermo Cayani Valcárcel del Partido Aprista Peruano.

## Economía
La agricultura es la actividad básica de la economía campesina del distrito, que se complementa con la crianza de ganado vacuno, ovino y caprino. Por su importancia, casi el 80% de las tierras agrícolas están dedicadas al cultivo de alfalfa, orégano, papa, haba, arveja, trigo, cebada, maíz. Otros cultivos como avena, quinua, kiwicha, olluco, oca, mashua, frutales y verduras cubren el 20% restante de tierras.
El maíz Cabanita tiene su origen en el distrito de Cabanaconde (de allí su cultivo posiblemente se ha extendido a otras zonas altoandinas del sur del Perú). Esta raza tiene un gran potencial bioactivo y económico, por su contenido rico en antioxidantes naturales y otros nutrientes propios de los cereales integrales. Debido a la introducción de híbridos mejorados, existe el peligro de erosión genética o pérdida de su diversidad, 
A pesar de estar ubicado a solo 10 minutos en autobús de la Cruz del Cóndor (núcleo turístico principal del Valle del Colca) y además de tener una ubicación privilegiada y contar con los recursos turísticos más interesantes del Valle del Colca, Cabanaconde es un distrito que vive divorciado del mercado turístico principal. En otras palabras, se estima que sólo el 15% de la gente visita Cabanaconde con fines de senderismo y el 85% restante, llamado turismo convencional, simplemente nunca llega a la capital. Por tanto, existe un gran potencial de desarrollo económico

## Cultura
La danza Chucchos es originaria del distrito de Cabanaconde. Representa los viajes que hicieron los antiguos pobladores del distrito. Estos pobladores comercializaban los diferentes productos tanto frutas como cañazo entre todos los valles costeños de Arequipa. Pero como resultado de los viajes contraían la enfermedad de la malaria, o chukchu en quechua (de ahí el nombre de la danza). En la representación coreográfica se puede apreciar que los varones cargan los cestos que servían para transportar los productos a lomo de burros o mulas, y al compás de la música imitan los temblores de la terciana, demostrando que han contraído la malaria. La labor de las mujeres consiste en sanar a los enfermos, dándoles una serie de pócimas para su cura, la que es representada por hojas del árbol de la quina que sirve para curar esta enfermedad. Durante la danza regalan al público ají, aceitunas o frutas. La música se ejecuta indistintamente con instrumentos de cuerda o de viento como la quena y el tambor.

## Festividades
- Virgen de la Candelaria.
- San Pedro de Alcántara.
- Virgen del Carmen.
- Sagrado Corazón de Jesús.

## Turismo
El distrito de Cabanaconde se encuentra justo al final del camino que cruza el Valle del Colca. Presenta una amplia variedad de paisajes de los alto Andes. En el pueblo y sus alrededores se pueden visitar el templo colonial San Pedro de Alcántara, el museo Juanita, el géiser de Pinchollo, el oasis de Sangalle, la laguna Mucura o el famoso mirador del Cruz del Cóndor.
Ubicado a 12 kilómetros en promedio de Cabanaconde (el pueblo más cercano para hospedarse), el mirador del Cruz del Cóndor se ubica en la parte alta del Valle del Colca. Este mirador es el más visitado del cañón porque es un lugar privilegiado para observar a los cóndores andinos sobrevolando el lugar muy cerca de los visitantes. Así mismo, el esplendor del cañón del Colca se puede apreciar de distintos miradores como: el mirador de los Andes, el mirador Antahuilque, el mirador de los Volcanes y más.